# Saturday the 14th
Saturday the 14th è un film del 1981 diretto da Howard R. Cohen.

## Trama
Una famiglia americana, composta da John e Mary ed i figli Debbie e Billy, eredita la casa di uno zio defunto. Il vampiro Waldemar, insieme alla moglie Yolanda, vuole disperatamente entrare in casa, ove è contenuto un libro del male.
Billy trova il libro e legge di una maledizione che incombe sulla data di Sabato 14. Ben presto in casa cominciano ad avvenire fenomeni strani...

## Sequel
Nonostante il film non ottenne grande successo, nel 1988 ne venne girato un sequel intitolato Saturday the 14th Strikes Back.

## Film parodiati
Tra i film parodiati vanno citati: Rosemary's Baby - Nastro rosso a New York , Dracula, Il mostro della laguna nera, La casa dei fantasmi, Gli uccelli, Il castello maledetto, Lo squalo, Halloween - La notte delle streghe e Venerdì 13.

## Curiosità
- Il titolo del film fa il verso alla serie horror "Venerdì 13".
- Paula Prentiss si ruppe un braccio il giorno prima dell'inizio delle riprese.
- Nessun membro del cast tornò a recitare nel sequel del film.
- Paula Prentiss e Richard Benjamin erano già sposati anche nella realtà all'epoca delle riprese.